# Кругла бухта
Кру́гла бу́хта або бу́хта Оме́га (крим. Omeğa körfezi) — бухта Чорного моря в Севастополі. Знаходиться за п'ять кілометрів на північний захід від входу в Севастопольську бухту в кінці проспекту Жовтневої Революції. За обрисами бухта нагадує коло, звідси і її назва. Мис біля входу в бухту на схід називається Кругла коса. На її західному березі розташований міський пляж «Омега».
Кругла бухта неглибока, має піщане дно, через що раніше, на початку XX століття, носила іншу назву — Піщана. Наприкінці XIX — початку XX століть на берегах її перебували дачні та курортні селища. За назвою одного з них — Омега — бухта отримала свою другу неофіційну назву.
На південному і південно-західному березі бухти аж до середини XX століття добували цілющі грязі для лікування опорно-рухового апарату людини. У 1980-х роках родовища цілющої грязі були з невідомої причини знищені владою і засипані землею.
За радянських часів в бухті перебував всесоюзний санаторій-профілакторій «Омега», який за часів незалежності України був перетворений у військовий шпиталь.
У бухту виведений аварійний стік каналізаційних вод, у зв'язку з чим пляж іноді закривають за санітарно-епідеміологічним причин.
Східний берег і прилегла до нього акваторія бухти в 1940-х роках використовувалися як гідроаеродром, який мав назву «Севастополь-V», пізніше був ліквідований (за неофіційними даними — у зв'язку з незрозумілими перешкодами для радіозв'язку в цьому районі). На цьому березі знаходиться готель, вертолітний завод, яхт-клуб «Південь» і дикий пляж. У виходу з бухти на східному березі встановлений маяк.
Взимку бухта є місцем зимівлі лебедів та качок. Птахів підгодовують місцеві жителі.

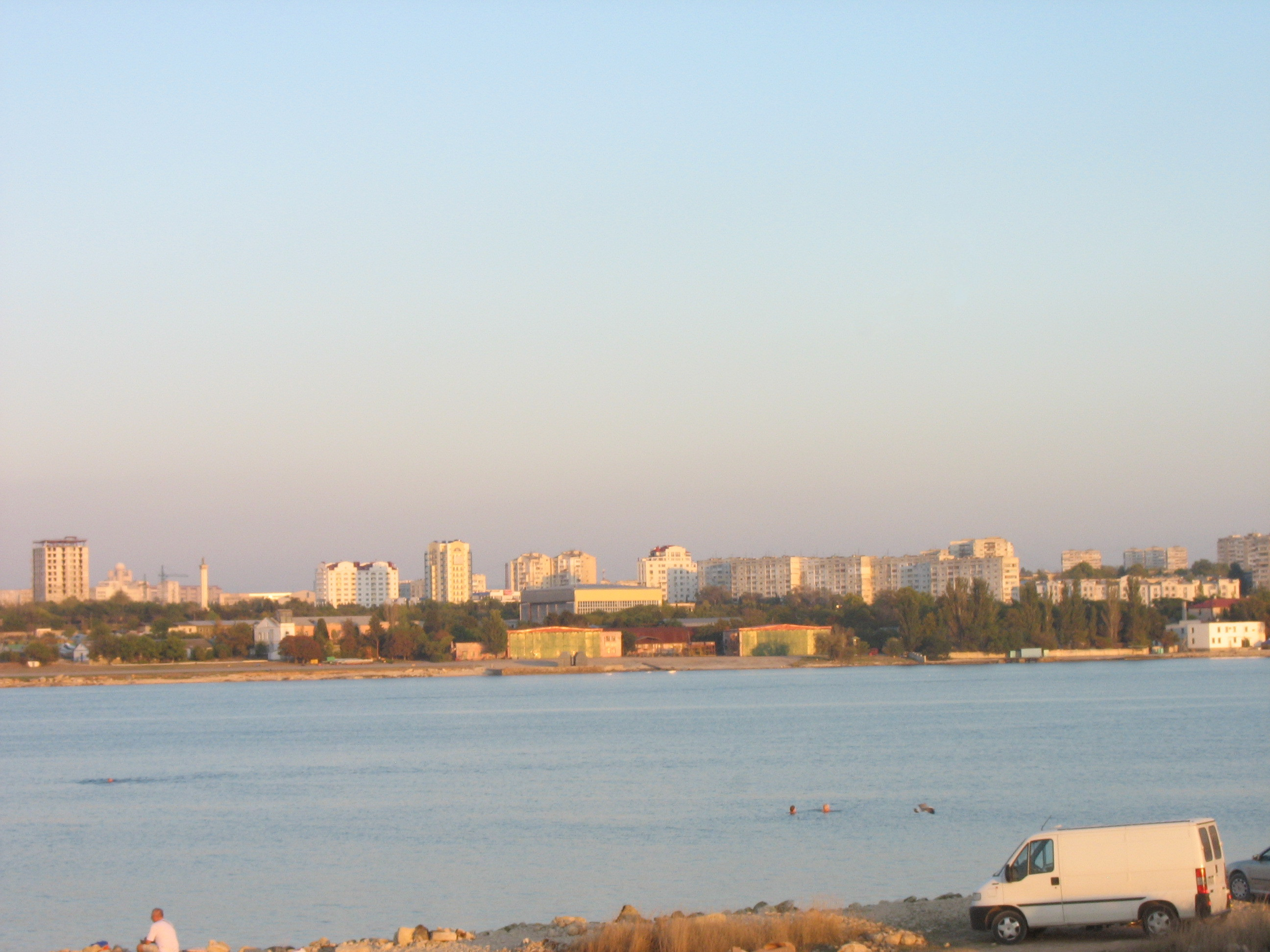
Вид на місто з бухти
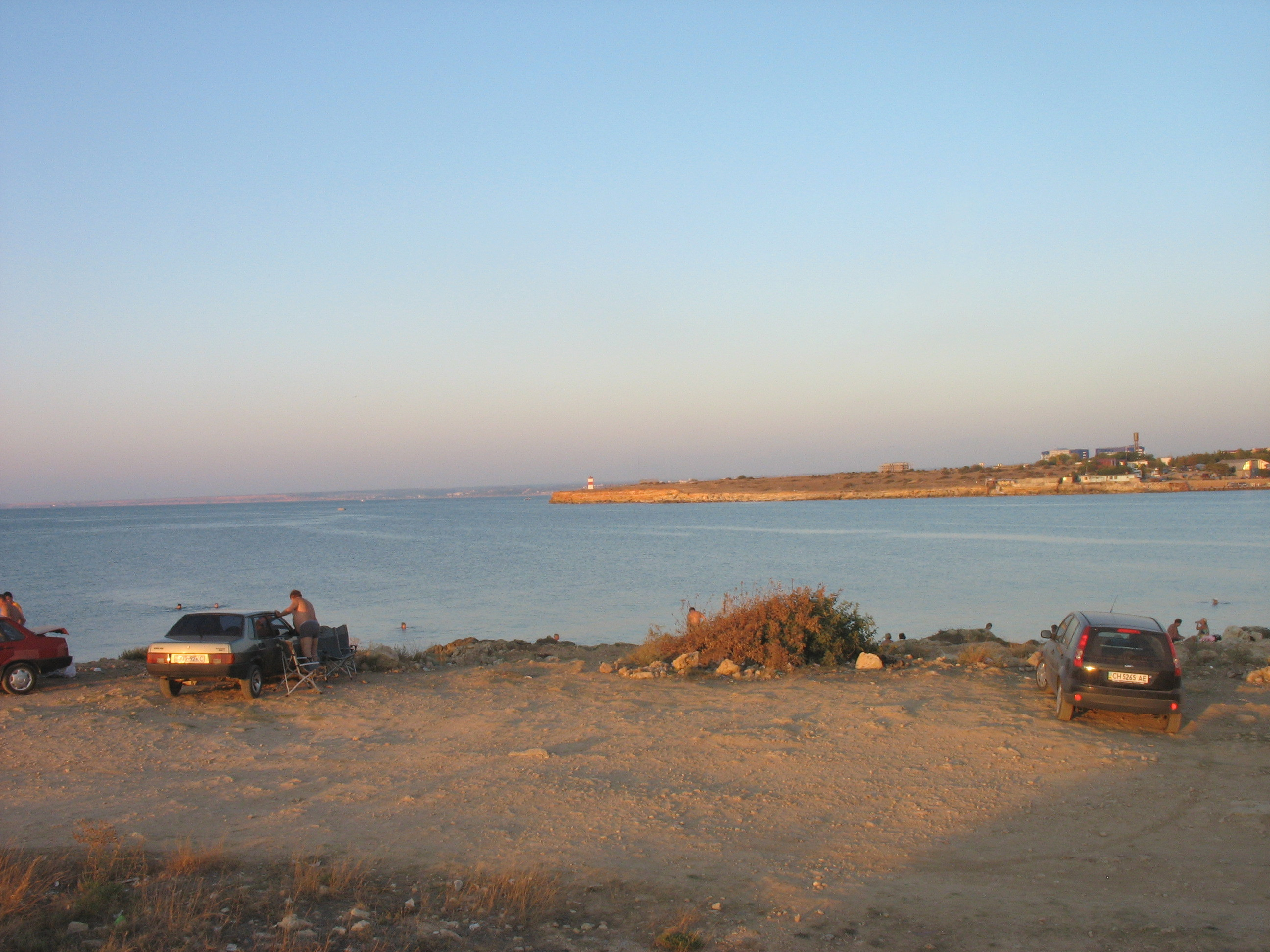
"Дика Омега"
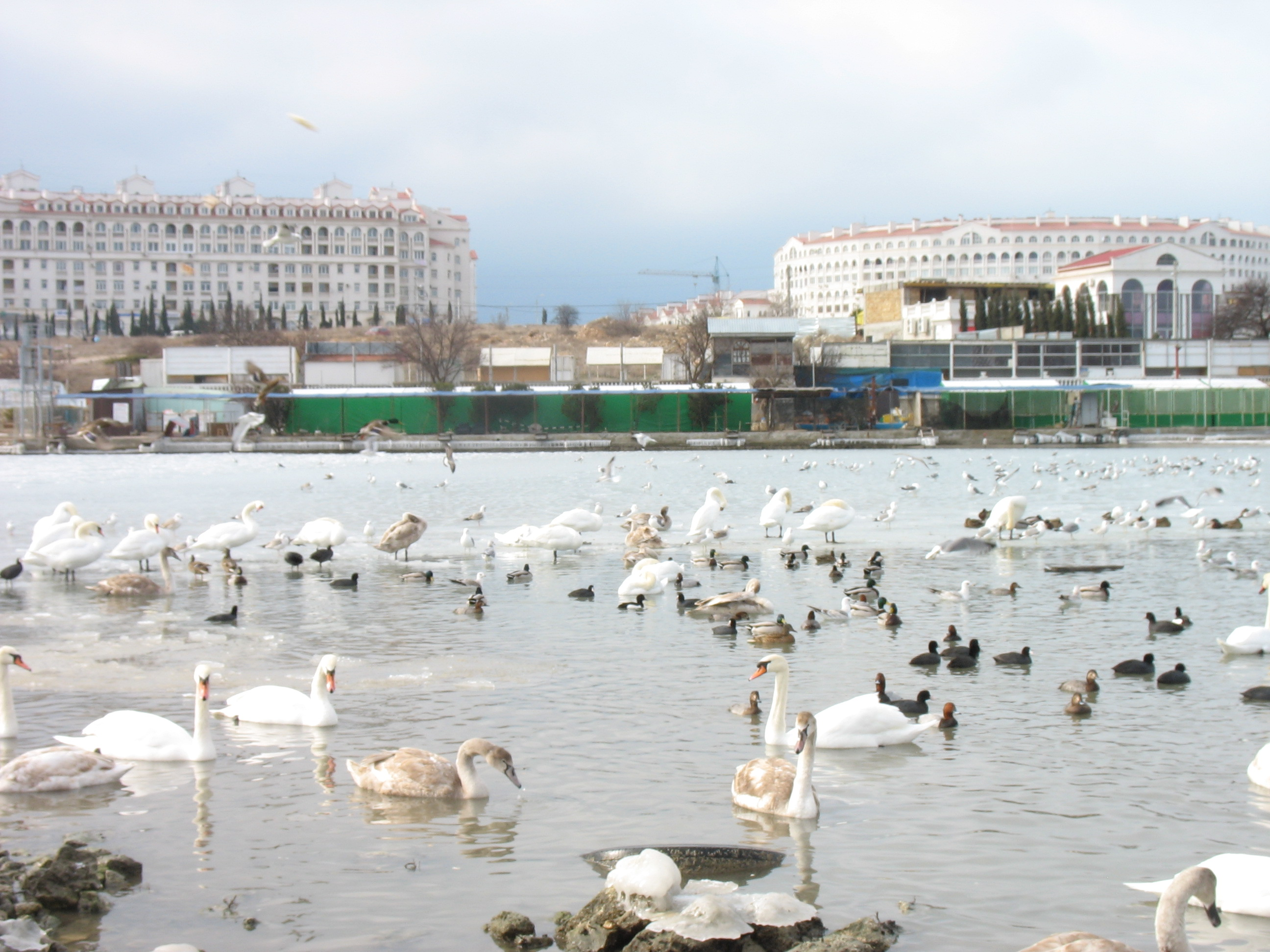
Лебеді взимку